# L'Oiseau blanc marqué de noir
Pour plus de détails, voir Fiche technique et Distribution.
L'Oiseau blanc marqué de noir (en ukrainien : Білий птах з чорною ознакою (Bilyy ptakh z chornoyu oznakoyu), russe : Белая птица с черной отметиной) est un film soviétique réalisé par Youri Illienko et sorti en 1971.

## Synopsis
1939. Liess, le sonneur de cloche, habite une misérable isba en Bucovine. Très appauvri, il place contre de l'argent ses quatre fils aînés afin de nourrir sa nombreuse progéniture. Gueorgui, le plus jeune des quatre, est placé chez le pope du village dont la fille Dana ne cesse d'attirer tous les garçons. La guerre survient et l'Armée rouge délimite de nouvelles frontières : désormais, Liess et sa famille sont citoyens de l'Ukraine soviétique. Les enfants de Liess sont divisés : Oreste et Piotr, frères de sang, combattent l'un pour l'Armée insurrectionnelle ukrainienne et l'autre dans les rangs de l'Armée rouge. Dana épouse un soldat soviétique, mais Oreste l'enlève et s'enfuit dans les Carpates. La guerre est impitoyable : la maison de Liess est incendiée par les fascistes roumains et le fiancé de Dana est brûlé vif. La paix sera longue à établir : Gueorgui installe pourtant son cabinet de médecin...

## Fiche technique
- Titre du film : L'Oiseau blanc marqué de noir
- Titre original : Белая птица с черной отметиной, Belaja ptica s černoj otmetinoj
- Production : Studio Dovjenko (Kiev)
- Réalisation : Youri Illienko
- Scénario : Ivan Mikolaïtchouk, Y. Ilienko
- Photographie : Vilen Kaliouta - Couleur/35 mm
- Musique : Orchestre du village ukrainien de Glinnica
- Décors : Anatoli Mamontov
- Consultant : Ivan Snigour
- Durée : 100 minutes
- Pays d'origine : Union soviétique
- Année de sortie : 1971
- Genre : Film dramatique/Film de guerre

## Distribution
- Larissa Kadotchnikova : Dana, fille du père Miron
- Ivan Mykolaïtchouk : Piotr Zvonar, fils ainé, communiste
- Bohdan Stoupka : Oreste Zvonar, deuxième fils, membre de l'OUN
- Mikhaïl Ilienko : Gueorgui Zvonar, troisième fils
- Iouri Mikolaïtchouk : Bogdan Zvonar, quatrième fils
- Natalia Naoum : Katrina Zvonar, la mère
- Aleksandr Plotnikov (ru) : Less Zvonar, le père
- Jemma Firsova : Vivdia, la guérisseuse
- Vassili Simtchitch (ru) : père Miron
- Leonid Bakchtaïev (ru) : Ostap, le tractoriste
- Konstantin Stepankov : Zoloulia, le fol-en-Christ
- Nikolaï Oleinik (ru) : Roman, membre de l'OUN

## Récompenses
- 1971 : Premier prix au festival international du film de Moscou.
- Inclus dans la liste des 100 meilleurs films de l'histoire du cinéma ukrainien.

## Contexte historique
Afin de comprendre certains épisodes du film de Youri Illienko, il est nécessaire de connaître quelques faits historiques : la Bucovine, région des Carpates orientales, fut rattachée à la Roumanie en 1918. Au début de la Seconde Guerre mondiale, l'Union soviétique envahit la partie nord du territoire (28 juin 1940) et exigea qu'elle lui soit cédée. Temporairement reconquise (juin 1941) par les Roumains, avec le soutien de l'Allemagne nazie, la Bucovine du nord (Oblast de Tchernivtsi) fut, par le traité de paix de 1947, intégrée à la République socialiste soviétique d'Ukraine.

## Opinion
L'Oiseau blanc marqué de noir n'est pourtant pas un film historique. Il s'agit avant tout « d'une fresque folklorique, d'une épopée lyrique, d'un poème essentiellement visuel », si l'on en croit Jean de Baroncelli, critique au Monde. Rappelons, ici, que Youri Illienko fut l'opérateur des flamboyants Chevaux de feu (1965) de Sergueï Paradjanov. Toutefois, la réalité de la guerre - et son cortège d'atrocités - en constitue un arrière-plan tenace.
« Naïveté des anciens contes populaires et barbarie des apocalypses modernes coexistent dans le film. Les personnages semblent surgir du Moyen Âge, ils sont pourtant de notre époque. (...) Pourquoi tant de malheurs, pourquoi tant de souffrances ? La femme de Liess raconte au petit Georgui la légende de l'homme que Dieu transforma en cigogne (l'oiseau blanc marqué de noir) pour le punir d'avoir ouvert le grand sac qui renfermait le Mal. Depuis ce jour, la cigogne est chargée de ramasser la vermine du monde. Elle ne redeviendra homme que lorsqu'elle aura accompli complètement sa tâche », écrit Jean de Baroncelli.